# 세일러 좀비
〈세일러 좀비〉(セーラーゾンビ)는 2014년 4월 19일부터 7월 19일까지 매주 토요일 오전 12시 52분 ~ 1시 23분(금요일 심야)에 일부의 TV 도쿄 계열의 ‘금요 25시’ 시간대에 방송된 일본의 드라마이다. 주연은 오와다 나나, 카와에이 리나, 타카하시 쥬리. 캐치프레이즈는 ‘좀비VS여고생’이다.
드라마 이외의 드라마 미디어 믹스도 전개하고 있고, 코미컬라이즈 판이 월간 히어로즈에 개재 중이고, 또 2014년 4월에는 반다이 남코 게임스에서 아케이드용 건 슈팅 게임이 가동 예정이다.

## 줄거리
좀비화에 의해서 세계가 붕괴하고나서 2개월. 후지미 여고에서는 좀비세계에 순응하여 늠름하게 살아 남은 학생, 선생, 근처에 살았던 사람들이 같이 살아가고 있었다. 그 곳에 어느 날, 한 명의 여고생인 마이코가 보호된다.

### 작중에서의 좀비
- 특정의 음악을 들으면, 그 때까지 하고 있던 행동을 그만두고 춤추기 시작한다.
- 생전의 취미사고나 생활 패턴을 반영한다.
- 좀비에게 물린 인간은, 일단 눈동자가 빨간 불완전한 좀비상태가 되고, 그 때부터 24시간 정도가 지나면 눈동자가 하얗게 흐려진 완전한 좀비가 된다.

## 캐스트

### 주요인물
- 이누이 마이코(乾舞子) 역 : 오와다 나나 (AKB48 및 STU48)[4]

좀비에게 습격을 당하고 있는 곳을 무쓰미가 구하고, 동쪽 고교에서 후지미 여고로 전학한다. 꿈은 아이돌. 그녀의 어머니는 좀비에게 습격당해서 사망, 아버지는 물자를 조달한다고 집을 나갔다가 행방불명이다.
- 아키즈키 모모카(秋月百花) 역 : 카와에이 리나[5]

독자모델로 자존심이 세고 자기중심적인 성격. 보호되어 학교에서 모두와 함께 살아가고 싶다고 말하는 마이코에게 비용이 드니까 빨리 나가라고 신랄한 말을 던진다. 좀비라고 의심받는 인물.
- 오야마다 무츠미 (小山田睦美) 역 : 타카하시 쥬리

전투능력이 높고, 친구에게 부탁하면, 아주 귀찮아하는 기색을 보이면서도,  좀비에 대해서 과감하게 맞서 간다. 좀비에게 습격당하고 있던 마이코를 보호했다.

### 후지미 여고

#### 학생
- 아리나(アリナ) 역 : 코이케 리나

점이나 스마트 폰으로의 사진촬영이 취미. 파파 좀비에게 습격당해서 좀비화해 버렸지만, 마이코와 그녀의 친구들이 항 바이러스 제의 항 덕분에 완전한 좀비가 되기 전에 인간으로 돌아갔다.
- 나카지마(中島) 역 : 아이바 카린

학생 회장. 후지미에 온지 얼마 안된 마이코를 소개하지만, 다음날부터 행방불명이 된다.
- 마오(マオ) 역 : 마에다 세이라

이오리를 과잉보호로 매우 좋아하고, 행동을 함께 하고 있다.
- 이오리(イオリ) 역 : 이다 유마

학교 내의 자가발전 장치를 개발한다.
- 타부치(田淵) 역 : 카자미 리카

무츠미나 나카지마의 친구.
- 레이코(玲子) 역 : 후지와라 레이코

모모카의 측근자.
- 요코(洋子) 역 : 나카무라 아야노

모모카의 측근자.
- 카토(加藤) 역 : 유 리시카
- 사사키(佐々木) 역 : 타카다 나츠호
- 오모리(大森) 역 : 호시노 아야나
- 아즈마(東) 역 : 와타나베 유미

#### 교직원
- 테라카와 코유키(寺川小雪) 역 : 이시바시 케이

음악교사. DJ마론의 라디오 토크에 어떤 메시지가 담겨있다고 생각하고 있다.
- 나베시마 다이스케(鍋島大助) 역 : 나가오카 타구야

좀비에게 습격당한 쇼크로 패닉 상태에 빠져러, 목숨을 지키기 위해서 학교 밖으로 달아나지 못하도록 격리시키고 있다.
- 교감 역 : 아이지마 카즈유키

후지미에서는 적은 남자의 손으로서, 목욕용의 장작패기 등의 육체노동을 소화시킨다.

#### 피난 가족
후지미 여고 근처에 살고 있었지만, 세계의 좀비화에 상반하는 교내로 피난했고, 교실에 살고 있는 부모와 자식들.
- 카메오카 츠요시(亀岡剛) 역 : 쿠로다 다이스케

카메오카 형제의 아버지.
- 카메오카 겐키(亀岡元気) 역 : 이치카와 다이키

장남.
- 카메오카 유키(亀岡勇気) 역 : 와카바야시 루카

차남.

### 밀크 플래닛
마이코가 동경하는 아이돌 유닛. 통칭 미루프라(ミルプラ). 마이코의 망상 세계에서 그녀의 생각이나 행동에 조언이나 추구를 하거나, 오프닝에서는 프로그램의 네비게이터를 맡는다.
- 마유(マユ) 역 : 와타나베 마유[6][7]
- 유이(ユイ) 역 : 요코야마 유이

카렌(カレン) 역이와타 카렌

### 후지미 병원
좀비 바이러스에 감염 후 24시간 안의 적목상태로 있으면 인간으로 돌아간다는 조건부의 항 바이러스제를 소유한 병원. 좀비로부터 도망가지 않고 남은 간호 실습생 2명이서 환자를 치료하고 있다.
- 미도리(ミドリ)[주 1] 역 : 아키즈키 미카

아오이(アオイ) 역오카무라 이즈미

### 그 외
- DJ마론(DJマーロン) 역 : Brother Tom

교실 내에 흐르는 라디오 방송 ‘파라다이스 라디오’의 DJ를 맡는 수수께끼의 인물. “뉴 월드”의 지배자
- 아이카(アイカ)[주 2] 역 : 요시다 아코

자위대원

### 게스트
연기자 이름의 옆 괄호 안에 등장하는 화수를 표기.
- 거대 좀비 역 : 무카이치 미온(AKB48) (제2화)[8]
- 키타미 에리(北見恵里)(5) 역 : 타케나카 스즈노 (제3화)

미아 세 자매 좀비의 장녀
- 키타미 마호(北見真帆)(4) 역 : 와타나베 아미 (제3화)

미아 세 자매 좀비의 차녀
- 키타미 미오(北見美緒)(3) 역 : 사네카타 유마 (제3화)

미아 세 자매 좀비의 삼녀
- 키타미 켄고(北見賢吾) 역 : 이와타 카즈히로 (제3화)

세 자매 좀비의 친부
- 키타미 사유리(北見沙百合) 역 : 나카무라 마유미 (제3화)

세 자매 좀비의 친모
- 타쿠미(タクミ) 역 : 나카야마 타츠야 (제4화, 제9화)

마이코의 연인
- 사토(佐藤) 역 : 와다 소다로 (제4화)

타쿠미의 친구
- 스미타(住田) 역 : 시바타 류이치로 (제4화)

타쿠미의 친구
- 치에미(チエミ) 역 : 요시다 아사미 (제7화)

교감의 아내, 좀비
- 처녀 좀비 역 : 니시노 미키 (제7화)

교감의 딸, 좀비
- 유지(裕二) 역 : 요시나가 슈헤이 (제9화)

마오의 친부, 좀비
- 마이코의 친구 역 : 오오시마 료카(AKB48), 후쿠오카 세이나(AKB48)[9] (제9화)
- 타이치(太一) 역 : 호리이 아라타 (제10화)
- 마이코의 꿈에 나타난 좀비

#### 역할명이 없는 게스트
- 이즈타 리나 (제1화)

후지미 여고의 교내에 붙어있던 사진에서의 출연
- 호타루 유키지로 (제8화)

숲 속에 있는 외딴집의 주인

## 스태프
- 기획 · 종합 연출 - 이누도 잇신
- 감수 - 아키모토 야스시
- 원안 - FIELDS
- 각본 - 와타나베 료헤이, 이누도 잇신
- 음악 - 게이리 아시야
- 감독 - 와타나베 료헤이, 이마이즈미 리키야, 후루카와 고
- 주제가 - 밀크 플래닛 〈세일러 좀비〉[10][11]
- 극 중에 나오는 노래 - 오와다 나나, 카와에이 리나, 타카하시 주리 〈첫 사랑 이야기(最初の愛の物語)〉」
- 조감독 - 후루카와 고, 야마구치 요시타카
- 촬영 - 타카하시 요시히토, 이와나가 히로시
- 조명 - 사토 무네히토
- 특수 메이크 - 우메자와 소이치, 카토 마사토
- 기록 - 후루야 마도카
- 녹음 - 네모토 아스카, 타카하시 슈헤이
- 편집 - 야마다 유스케
- VFX · 특수조형 - 오카노 마사히로
- 미술 - 카나카츠 히로카즈
- 의상 디자인 - 오카다 아츠유키
- 선곡 - 미소노 마사야
- 음향효과 - 오츠카 토모코
- 일러스트 - 혼다 신이치
- 애니메이션 - 아라후네 야스히로
- 스턴트 - 테구치 마사요시
- 조연 - 나루미 사토시, 츠지카와 아키히로
- 건 임펙트 - 아사오 마사히로
- 안무 - 니시다 잇세이, 사사베 카나
- 간호지도 - 요다 시게키
- 음악제작 - Manual of Errors Artists
- 음악협력 - TV 도쿄 뮤직, 니치온
- 제작담당 - 사이토 타케시
- 프로그램 선전 - 카게야마 히토미, 요시나가 유코, 코이케 미호
- WEB - 하마노 요헤이, 나카지마 야스마사
- 스틸 - 히라노 쿠니코, 요시오카 마코토, 존스 미치오
- 뮤직비디오 프로듀서 - 오미카 토시유키, 미이케 토시유키
- 뮤직비디오 감독 - 나카무라 타이코
- 제작 담당 - 사이토 타케시
- 프로듀서 - 소부에 리나, 니시구치 노리코
- 프로듀서 보조 - 키타다 키시코, 나카사토 유키
- 어소시에이트 프로듀서 - 에가와 토모
- 컨텐츠 프로듀서 - 야마토 켄타로, 박슬기
- 특별협력 - Y&N Brothers
- 제작 - TV 도쿄, C&I 엔터테인먼트
- 제작 제작 - ‘세일러 좀비’ 제작 위원회

## 방송일정
| 각 화  | 방송일   | 부제목   | 부제목   | 감독                        |
| 각 화  | 방송일   | 원어     | 뜻       | 감독                        |
| ------ | -------- | -------- | -------- | --------------------------- |
| 제1화  | 4월 19일 | 転校生   | 전학생   | 와타나베 료헤이             |
| 제2화  | 4월 26일 | 仰天     | 경악     | 와타나베 료헤이             |
| 제3화  | 5월 03일 | 母性     | 모성     | 와타나베 료헤이             |
| 제4화  | 5월 10일 | 恋心     | 연심     | 이마이즈미 리키야           |
| 제5화  | 5월 17일 | 蘇生     | 소생     | 이마이즈미 리키야           |
| 제6화  | 5월 24일 | 糾弾     | 규탄     | 이마이즈미 리키야           |
| 제7화  | 6월 07일 | 真実     | 진실     | 후루카와 고                 |
| 제8화  | 6월 14일 | 永訣     | 영결     | 이마이즈미 리키야           |
| 제9화  | 6월 21일 | 追憶     | 추억     | 후루카와 고                 |
| 제10화 | 6월 28일 | 無慈悲   | 무자비   | 후루카와 고                 |
| 제11화 | 7월 12일 | 青春時代 | 청춘시대 | 후루카와 고                 |
| 제12화 | 7월 19일 | 新世界   | 신세계   | 와타나베 료헤이 후루카와 고 |

- 제7화는 처음에는 5월 31일 방송예정이였지만, 주연으로 출연하는 카와에이 리나가 5월 25일에 당한 AKB48 악수회 상해 사건으로 인해서 방송이 연기되었다.<ref>“フジ『めちゃイケ』放送決行も、テレ東『セーラーゾンビ』は延期……AKB48・川栄李奈をめぐる局の判断” [후지 “메챠이케” 방송 결행에도, TV 도쿄는 “세일러 좀비”는 연기...... AKB48 카와에이 리나를 둘러싼 방송국의 판단] (일본어).
- 7월 5일은 2014년 FIFA 월드컵 준준결승 방송 때문에 결방했다.

## 아케이드 게임
타이틀은 《세일러좀비 ~AKB48 아케이드 에디션~》(セーラーゾンビ〜AKB48 アーケード・エディション〜)으로, 2014년 4월 23일 가동개시. 발매는 반다이 남코 게임스, 개발은 Nex 엔터테인먼트가 다루고 있다.

### 참조주
1. 1 2  제5화에서부터 등장.
2. ↑  제4회에서부터 등장.